# Лома-Лінда (Міссурі)
Лома-Лінда (англ. Loma Linda) — селище (англ. village) в США, в окрузі Ньютон штату Міссурі. Населення — 943 особи (2020).

## Географія
Лома-Лінда розташована за координатами 36°59′17″ пн. ш. 94°35′25″ зх. д. / 36.98806° пн. ш. 94.59028° зх. д. (36.987931, -94.590210).  За даними Бюро перепису населення США в 2010 році селище мало площу 9,23 км², з яких 9,21 км² — суходіл та 0,02 км² — водойми.

## Демографія
Згідно з переписом 2010 року, у місті мешкало 725 осіб у 302 домогосподарствах у складі 241 родини. Густота населення становила 79 осіб/км².  Було 327 помешкань (35/км²).
Расовий склад населення:
| - 89,0 % — білих - 4,7 % — корінних американців - 2,6 % — чорних або афроамериканців - 1,1 % — азіатів - 0,3 % — вихідців з тихоокеанських островів |

До двох чи більше рас належало 2,2 %. Частка іспаномовних становила 2,8 % від усіх жителів.
За віковим діапазоном населення розподілялося таким чином: 18,6 % — особи молодші 18 років, 62,2 % — особи у віці 18—64 років, 19,2 % — особи у віці 65 років та старші. Медіана віку мешканця становила 50,4 року. На 100 осіб жіночої статі у місті припадало 103,7 чоловіків;  на 100 жінок у віці від 18 років та старших — 104,9 чоловіків також старших 18 років.
Середній дохід на одне домашнє господарство  становив 91 741 долар США (медіана — 71 131), а середній дохід на одну сім'ю — 100 038 доларів (медіана — 78 333). Медіана доходів становила 61 923 долари для чоловіків та 37 396 доларів для жінок. За межею бідності перебувало 4,2 % осіб, у тому числі 2,2 % дітей у віці до 18 років та 3,2 % осіб у віці 65 років та старших.
Цивільне працевлаштоване населення становило 384 особи. Основні галузі зайнятості: освіта, охорона здоров'я та соціальна допомога — 34,6 %, виробництво — 12,8 %, будівництво — 9,9 %, роздрібна торгівля — 9,4 %.